# Felsőörs
Felsőörs là một thị trấn thuộc hạt Veszprém, Hungary. Thị trấn này có diện tích 17,24 km², dân số năm 2010 là 1558 người, mật độ 90 người/km².